# Simeon Jeruzalémský
Simeon Jeruzalémský syn sv. Kleofáše (Kleophas), byl židovský křesťan a druhý biskup Jeruzaléma. Je uctíván jako světec.

## Hagiografie
Z evangelia podle Matouše se dozvídáme o Simeonovi, jako blízkém člověku Ježíše Krista. Jeho otec Kleophas byl bratrem svatého Josefa a podle některých zdrojů byla jeho matka sestrou Panny Marie. Tím pádem byl sv. Simeon bratrancem Ježíše Krista. Nepochybně byl jedním z blízkých stoupenců Krista – je uveden ve Skutcích apoštolů jako jeden z těch, na které během Letnic sestoupil Duch Svatý.
Svatý Epifanius ze Salaminy píše, že když Židé dali zabít prvního jeruzalémského biskupa svatého Jakuba Spravedlivého, Simeon (jeho pokrevní bratr?) se ho slovně výrazně zastal a dal vykonavatelům smrti pocítit, že konají nesprávně. Krátce po smrti Jakuba se sešli apoštolové a učedníci, aby vybrali nového biskupa. Jednohlasně byl zvolen Simeon, který se aktivně podílel na řízení církve pravděpodobně i v době, když tento úřad zastával Jakub.
Roku 66 vypukla protiřímská válka v Palestině jako důsledek židovské opozice vůči Římanům. Křesťané žijící v Jeruzalémě byli varováni před hrozícím zničením města a následně vyzváni, aby je opustili. Přesně v tomto roce, když Římané pronikli do Judeje, se křesťané v čele se svatým Simeonem odebrali na druhou stranu Jordánu, kde se usadili v malém městě Pella. Po dobytí a vyplenění Jeruzaléma v roce 70 se křesťané vrátili až v době, kdy jej obnovil císař Hadrianus.
Když římští císařové Vespasianus a Domitianus nařídili vyhubení všech příslušníků Davidova rodu, Simeona nedopatřením nesprávně identifikovali; avšak když císař Traianus vydal to stejné nařízení, byl světec odsouzen nejen pro svoji příslušnost k rodu, ale i kvůli svému křesťanskému přesvědčení. Byl předveden před římského místodržitele Atticuse a následně odsouzen na smrt – nejprve ho mučili a poté ukřižovali. Podle tradice se dožil 120 let.